# Zeeuws Meisje (televisieserie)
Zeeuws Meisje was een zevendelige Nederlandse jeugdserie uit 1997 die werd uitgezonden door de VPRO in Villa Achterwerk. De serie werd geschreven door Robert Alberdingk Thijm.

## Verhaal
De serie speelt zich af in de volgende eeuw, waarin Nederland is volgebouwd en er een Grote File heeft plaatsgevonden, die nooit meer is verdwenen. Langs de wegen staan dan ook in lange rijen autowrakken. De lucht ziet grijs van de uitlaatgassen, het water is niet te drinken en er is geen bloem of plant meer te bekennen. Er groeit nog maar één ding in Nederland: augurken. August Horks wil de laatste windmolen van het land slopen om er de Horks Augurkencentrale te bouwen. Samen met haar vader Hielke probeert het Zeeuws Meisje de windmolen te redden.

## Rolverdeling
- Roos Ouwehand - Zeeuws Meisje
- Frits Lambrechts - Pa Hielke
- Leslie de Gruyter - August Horks
- Juul Vrijdag - Graziëlla Horks
- Hans Somers - Hubert
- Paul de Leeuw - Zwarte Piet
- Coen van Vrijberghe de Coningh - Hypnotiseur Aga Oerie Kahn